# Thulé, le soleil retrouvé des Hyperboréens
Thulé, le soleil retrouvé des Hyperboréens, est un livre de l'écrivain-journaliste Jean Mabire, publié pour la première fois en 1978 chez l'éditeur Robert Laffont.
Dans cet ouvrage, Jean Mabire dit suivre Pytheas le Massaliote, premier auteur grec à faire référence à Thulé, avant de s'intéresser à la Société Thulé dans une deuxième partie, et une distinction à faire avec le nazisme au courant de la troisième partie. Le style est littéraire, et ne permet pas toujours bien de distinguer les faits historiques des croyances culturelles de l'auteur.

## Première partie, le Soleil d'ambre
Selon son style documentaire romancé intégrant des dialogues Jean Mabire narre ses considérations et pérégrinations de voyage, sur les traces du navigateur Pytheas le Massaliote, premier auteur grec à faire référence à Thulé, île légendaire que Jean Mabire identifie à l'Islande, dont la signification proviendrait du celtique Thual pour « Terre du Nord » selon lui, dès le premier chapitre de la première partie « 1. Le Soleil d'ambre, Vers la mystérieuse île du Nord. »

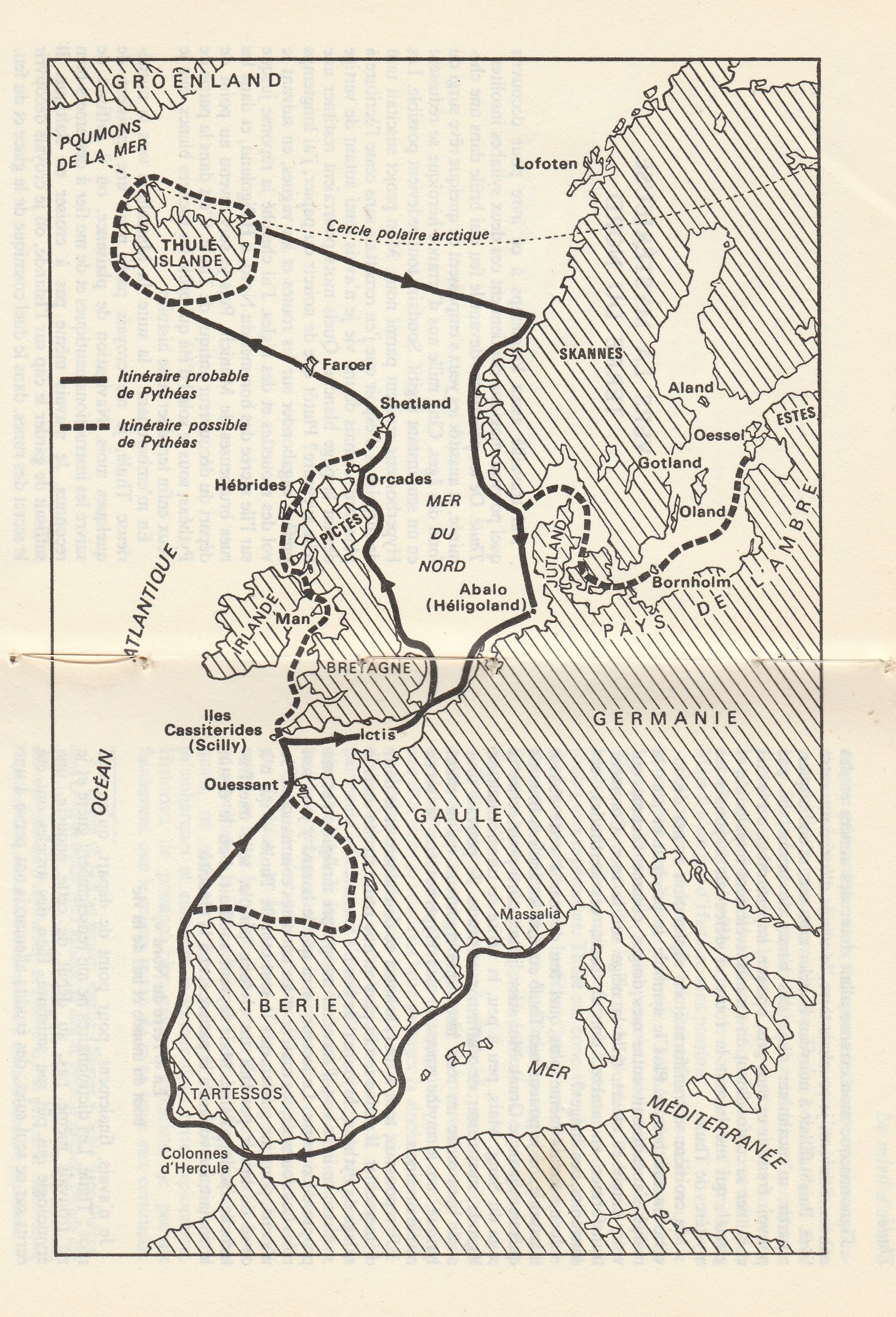
Le voyage de Pythéas le Massaliote selon Jean Mabire, pp16-17 de l'ouvrage.

Jean Mabire est convaincu que les Européens proviennent essentiellement de ce Nord mythique thuléen.

## Deuxième partie, le Soleil de Fer
Au bout de 105 pages, dans la seconde partie « 2. Le Soleil de fer », Jean Mabire s'intéresse à la Société Thulé, dont il explique l'aspiration paneuropéenne, axée sur un Nord spirituel sans quitter « l'esprit de Thulé » païen, qu'il qualifie de libéralisme archaïque : celui d'hommes affranchis aspirants à la francheté, paysans-guerriers.
Selon Jean Mabire, la Société Thulé était avant tout métapolitique, infiltrant différentes sphères associatives ou bien créant elle-même les associations-écrans ou -tampons dont elle avait besoin. C'est-à-dire qu'il s'agissait pour elle, de gagner la bataille culturelle avant d'envisager la bataille politique.

## Troisième partie, le Soleil de feu
Ainsi, au bout de 215 pages, dans sa troisième partie « 3. Soleil de feu », Jean Mabire en arrive à expliquer qu'Adolf Hitler, bien que jeune recrue de la Société Thulé, a bafoué « l'esprit de Thulé »,. Sa politique pangermanique écrasa les Slaves, pourtant Européens — et même aux premières loges de Thulé quand ils sont scandinaves — tout en s'alliant à des régimes catholiques, entre Vatican, France de Vichy, Italie fasciste et Espagne franquiste. Mais depuis sa deuxième partie, Jean Mabire est formel : les idéaux antiques et païens de « l'esprit de Thulé » ont été trahis par Hitler, chez lequel on trouve des citations claires de ses reniements de jeunesse.
Le livre se consacre alors à des développements culturels se voulant originaires. Jean Mabire s'intéresse à l'Histoire de la christianisation. Il se positionne en antichrétien farouche. En effet, c'est par des mensonges et des violences — notamment avec Charlemagne — que les chrétiens se seront imposés. Le dernier « esprit de Thulé » est porté par les vikings, et est vite émise l'hypothèse que les cultures mésoaméricaines en auraient rencontré, quand elles parlent de dieux blancs tels que Quetzalcóatl. Jean Mabire écarte de sa démarche l'occultisme, la sorcellerie, la parapsychologie, l'ariosophie et la possibilité d'ordres initiatiques survivants. Il apprécie les premiers auteurs français normands tels que Gobineau, qu'il perçoit comme un décliniste, valorisant les Indo-Européens. Jean Mabire fait aussitôt la relation avec Richard Wagner puis le mouvement völkisch. Le nazisme est décidément écarté de la démarche, avec des accents germanophiles demeurant biologisants. avant que l'ensemble se termine par le profond désir de retrouver la foi ancienne. « L'esprit de Thulé » est paneuropéen, hyperboréen et païen, raconte Jean Mabire.